# La grotta di cristallo
La grotta di cristallo è un romanzo fantasy del 1970 della scrittrice britannica Mary Stewart. 
È il primo della serie che narra delle gesta di Mago Merlino composta da tre romanzi (narrati in prima persona da Merlino stesso), più altri due (il primo narrato da Mordred, il figlio bastardo di Re Artù).

## Trama
Merlino all'inizio del romanzo è un giovane bastardo che vive nel castello del re (suo nonno). Si narra della gioventù di colui che poi sarebbe diventato un veggente. I giorni trascorsi con la sua tutrice Moravik e con sua madre mai preso in considerazione se non per essere definito "figlio del diavolo" (In quanto, in un primo momento, non si conosce l'identità del padre). Merlino inizia ad andare nei boschi alla ricerca disperata della sua amata solitudine ed un giorno nota una grotta in cima ad una collina, vi si reca ed è li che incontrerà per la prima volta Galapas, colui che poi diverrà il suo maestro d'arte magica. Alla morte del re, Camlach (suo zio) decide di incolpare Merlino, per potersi liberare di quello che sarebbe potuto essere un futuro pretendente al trono. Merlino riesce a scappare dopo aver dato al fuoco un'ala del castello. La sua libertà durerà poco, infatti appena fuori dalle mura del castello verrà preso da dei soldati e condotto dal Conte Ambrosius (Ambrosio) che poi si rivelerà essere suo padre. In seguito a numerose battaglie Ambrosius viene nominato Re di tutta la Britannia. Merlino servirà il padre con amore fino alla fine dei giorni di lui e in suo onore farà erigere La danza dei giganti (ove verrà seppellito il sovrano stesso). In ultimo, alla morte del padre, Merlino lascerà il trono allo zio, Re Uther Pendragon.

## Edizioni
In Italia è stato stampato in versione rilegata (Rizzoli, 1976) e in versione tascabile (SuperBUR, 1986).
La versione originale in inglese ha il titolo di The Crystal Cave ed è stata pubblicata nel 1970, dopo quarant'anni esatti in Inghilterra viene ancora ristampato ed è uscito anche in un unico libro contenente i tre principali romanzi chiamato The Merlin Trilogy.

## Adattamenti
Il romanzo è stato adattato ad una serie televisiva creata dalla BBC nel 1990, intitolata Merlin of the Crystal Cave.